# Serviço Nacional de Teatro
O Serviço Nacional de Teatro (SNT) foi um órgão público criado em 21 de dezembro de 1937 por Gustavo Capanema, Ministro da Educação e Saúde durante o governo de Getúlio Vargas. Substituiu a Comissão de Teatro Nacional, instituída em 14 de setembro de 1936 como órgão de estudo e sugestão de medidas ao governo para o desenvolvimento do teatro no Brasil.
Foi presidido por Aldo Calvet, de 1951 e 1954.
O SNT tinha como objetivo promover ações de estímulo e proteção ao teatro, e se baseava em uma função pedagógica da arte teatral, como instrumento de elevação e edificação espiritual do povo. Apesar disso, sua principal atividade foi a simples subvenção de espetáculos. Foi transformado em 1981 no Instituto Nacional de Artes Cênicas, que passou a se chamar Fundação Nacional de Artes Cênicas em 1987, sendo extinto em 1990 pelo Governo Collor, ao lado de todas as outras instituições culturais do país, substituídas, depois, pela atual Fundação Nacional de Artes.